# تپه نازلیان
تپۀ نازلیان مربوط به عصر مس است و در شهرستان هرسین، روستای نازلیان واقع شده و این اثر در تاریخ ۱۰ دی ۱۳۸۱ با شمارهٔ ثبت ۶۸۸۴ به‌عنوان یکی از آثار ملی ایران به ثبت رسیده است.
محوطۀ باستانی نازلیان حدود ۸ هزار سال قدمت دارد. این محوطه به دلیل متروکه شدن روستای نازلیان و توسعۀ کشاورزی و باغات در معرض آسیب قرار دارد.

## عرصه و حریم
محدوده‌ عرصه و حریم تپۀ نازلیان در ۱۵ دی ۱۴۰۳ طی نشست شورای حریم وزارت میراث فرهنگی مورد تصویب قرار گرفت.